# 2021年成都四十九中学生坠楼事件
2021年成都四十九中学生坠楼事件是中华人民共和国四川省成都市第四十九中学校学生林唯麒于2021年5月9日晚坠楼身亡的事件。当事学生家长在新浪微博公开事件，引發社會關注。

## 事件经过
死者林唯麒是成都四十九中学的一名16岁的高二学生，5月9日林唯麒于17时50分左右抵达该校。18时49分左右，林唯麒从该校知行楼楼道坠落。首先发现小林的学校食堂员工于18时56分拨打了120急救电话。急救车与4名随车人员于19时06分到达现场紧急施救，发现小林已无生命体征。食堂员工又在19时08分拨打了110报警。学校安全中心主任米平称，学校报案后组织班主任对学生身份进行辨认，但因学生头部受伤严重导致辨认困难，外加班主任受到惊吓情绪失控，直到19时54分才确认死亡学生身份。在事發後的兩個小時後，即20時44分左右其家人方才接到學校老師電話，林唯麒母親魯女士表示「對方稱自己在派出所，問我是不是林唯麒家長，說娃娃出了點事，讓我們都過去」。
5月10日死者母亲发布多篇微博，表达关于学校做法、死者遗体、出诊时间、现场监控等的疑惑，认为学校缺乏“让家长了解真相的态度”，从而引起广泛的舆论讨论。

## 事件调查

### 成华区教育局
成华区教育局於5月11日凌晨发表官方通报称：成都四十九中发生学生高坠致死事件后，经公安机关现场勘验、法医检验、调阅监控、全面调查认定，尸体损伤符合高坠致死的特征；根据现场攀爬痕迹、足迹和指纹等物证，认定高坠属个人行为；经勘查无他人痕迹物证，排除他人所为，最终认定该事件不属于刑事案件。联合调查组对该生返校当天及近期情况进行了多方调查，未发现学校存在体罚、辱骂学生等师德失范问题，未发现该生在学校受到校园欺凌情况。基本判断该生是因个人问题轻生。

### 家属回应
在成华区教育局通报发布后，死者母親於当日08:28分通过微博发文对调查结果表示不认可，称发布内容“存在很多疑问”，“会继续向警方和学校要求他们给我事实的真相”，并称调查公布结果“草率”，“会继续行使我追究和上诉的权利”。死者母亲的微博自11日8时47分起未再更新，父親的微博則自10日起便關閉。

### 警方通报
5月11日晚间19点43分，成都市公安局成华分局发布通报称，經現場勘驗、走訪調查、調閱監控、電子資料勘驗，提取書證、屍體檢驗，认定林唯麒系高坠死亡，排除刑事案件，家属对调查结论无异议；同时，警方接受采访时称，通过调查取得了一些书面证据，从这些证据中可以看出死者生前在感情方面有一些波动，而公安机关出于对死者隐私和其父母同学的保护，未公布这些细节。但这些细节已向死者家属通报，家属亦恳求公安机关不要公布这些细节。

### 生前活动轨迹
- 17:40 – 自杀者返回学校
- 18:16 – 从班级教室后门离开
- 18:17:39 – 抵达原教室所在建筑的三楼
- 18:20:28 – 抵达实验楼一楼东走廊
- 18:23:44 – 抵达校篮球场
- 18:24:53 – 进入学校底下一层的水泵房
- 18:27:06 – 右手持美工刀割左腕
- 18:36:05 – 离开水泵房
- 18:37:45 – 原路返回篮球场
- 18:38:25 – 离开篮球场
- 18:38:57 – 自杀者出现在实验楼3楼走廊
- 18:39:44 – 自杀者出现在实验楼5楼走廊 后进入监控盲区
- 18:49:28 – 监控录像出现坠楼身影（拍摄到自杀者抵达篮球场的同一个监控摄像头）

5月13日，新華社記者發表文章，文中描述了時間線和死者在校內活動的路線圖，提供了警方蒐集到的證明林同學為自殺的證據，並解釋了其中有一段時間監控缺失是因为坠落处无监控摄像设备。

## 事件后续
5月11日傍晚，有一批民众於學校門外手持白色鮮花举行示威活动，一度令附近交通嚴重塞堵，後來學校門外發生警民衝突，在警方的驅散行動中有人被帶走。《端傳媒》报道，衝突發生前最初有越來越多的人群逐漸靠向校門，在警方拉起的警戒線邊上圍繞，晚上8點半，疑似学校教师的數名女士從校門走向人群劝年轻人离开，并表示学校需要保持正常教学秩序，年輕人們则称“想看到真相”。在數名女士附近的警察則用手指著人群發出警告，後來一名警察逮捕人群中一名男士，眾多警察衝進人群並逮捕多名人士，將他們拖入校園，被帶走的人士在派出所被教育一番後獲釋放。一名自述为新聞系大學生的网民發微博稱記錄了其與兩名同學在當天現場的遭遇：一名同學在用手機拍照期間被警察勒令他們立即全部刪除，後來越來越多的警察圍著他們三人，說要把他們带走调查、要求他们离开不要围观。据称該名拍攝的學生稱那些對話的內容都已經保留了錄音，但是沒能發出來，其微博賬號在12日零點左右已被封禁；另有一名當天在現場的學生的賬號也被封鎖。据中央通讯社引述网民言论，事件一共持續約6小時。事後《新京報》報道：「5月11日下午7時許，成都市四十九中校門口，有群眾為林某某的去世表示惋惜，有人獻上白色鮮花。」
5月13日下午，央視報道引述成都市公安局成华区分局通报，林唯麒遗体经其父母同意后，在成都殡仪馆火化。

## 相关争议

### 坠楼原因
据多家新闻媒体报道，死者在5月9日18时24分53秒时进入学校负一楼水泵房，并在水泵房内手持一把疑似刀具数次割左手腕，中间表现出垂头、摇脑、情绪低落。在水泵房，共计停留约12分钟，其手腕上当时已出现明显伤口。
事发后，警方在死者的随身物品中找到一张写给一位女生的纸条，通过技术比对查明乃死者本人书写。网传是因为死者与其喜欢的女同学吵架并且没有得到对方生日聚会的邀请而选择轻生，出于对学生隐私以及学业等方面的考虑，校方没有公布这些事情。
事发后，警方走访调查数十名学校师生后了解到，死者在学校与他人关系不错，未发现其在学校内与老师、同学存在矛盾或受到体罚、辱骂、校园欺凌的情况。警方通过调取死者生前使用过的手机数据发现，2020年6月，和好友在QQ聊天中写道“天天想着四十九中楼，一跃解千愁”，2020年5月，他用QQ号转发给朋友的聊天记录中有自我贬低的言论，表现出自我否定、多虑的情况。一些学生在警方调查中反映死者平时性格相对内向。
5月11日凌晨，成都市成华区教育局于微博公布通报，称公安机关认定死者坠亡纯属因心理问题造成的个人行为，并未发现学校存在体罚、辱骂学生等行为，该生也并未遭到校园欺凌。但死者母亲再次发文表示不认同该声明，认为“学校自己查自己根本查不出来什么”，死者根本没有自杀倾向，出事当天凌晨还给母亲用手机发信息祝福母亲节日快乐，不可能在幾十分钟内跳楼。5月11日晚，成都市公安局成华分局发布通报称，认定林唯麒係高坠死亡，排除刑事案件。通报称，公安机关已于11日下午依法将调查结论告知林唯麒家属，家属对调查结论无异议，同时家属恳请警方不要对外公布具体细节。

### 出诊时间
林唯麒母亲称，5月9日20时30分左右，救护车抵达该校时林唯麒已无生命体征，事发后救护车2小时才到。
但成都49中学食堂丁经理称，最早是一名食堂的员工发现有人躺在地上，该员工于18时56分拨打了120急救电话，19时08分拨打了110报警。成都市第六人民医院急诊科通过出诊记录显示，医院于5月9日18时56分接到120出车通知。到达现场时，现场医生第一诊断为“高处坠落，心跳呼吸停止”，随即将此事移交给刑侦大队，120急救车返回医院时间为19时31分。成都市第六人民医院急诊科医生张杰表示，该院于18时56分接到出诊指令，之后一车4人于19时06分到达坠楼现场紧急施救，发现小林已无生命体征。根據學校前街道監視器畫面顯示，救護車在19時06分46秒到校，在19時23分42秒離校。同时49中附近的民眾稱，救護車7點多就已經到場，並非家屬聲稱的8點多。

### 监控问题
死者坠楼死亡后，家属闻风赶到，却被禁止入校。其母称，家属要求看监控视频也被学校拒绝。5月11日，死者母亲发文表示已经看到了一部分监控视频，但是唯独事发一段无监控视频，要求看到全部监控视频。但是5月11日成华区官方人员回应，家长第一时间在警方监督下早已看过监控视频。通过警方调取的全部监控视频。从9日18时16分死者从所在班级教室后门离开，至18时39分44秒出现在实验楼5楼走廊尽头，整个过程视频监控连续完整。18时49分28秒监控上出现死者的坠楼身影。办案民警称“由于死者生前攀爬进入的连接平台属于无人活动区域，未安装监控，所以从18时39分至18时49分，死者没有出现在监控视频里，但是根据现场脚印、攀爬痕迹等证据证明，此前没有其他人进入该平台。”同时死者在18时24分53秒时进入学校负一楼水泵房，并在水泵房内手持一把疑似刀具数次割左手腕，中间表现出垂头、摇脑、情绪低落。在水泵房，共计停留约12分钟，其手腕上当时已出现明显伤口。警方称，因为相关监控是涉案（事）件证据，案发后，公安机关第一时间进行了调取封存，所以家属向学校申请查看，未能在当晚看到。5月10日11时许，死者父亲、亲友及律师等一行3人到公安机关查看了全部监控视频。

### 学校做法
死者母亲称，事发后“学校遣散了班里所有学生，并警告他们要三缄其口”。死者6点40分左右坠楼，而校方于2小时后通知家长。死者的遗体被指未经家长允许直接被学校送往了殡仪馆，5月11日成华区官方人员回应，成都市公安局成华分局在殡仪馆旁有专门的尸检场所，并非专门送往殡仪馆，送到警方尸检场所程序合法合规。
成都49中的做法引發了網民和媒體的不滿，5月11日《瞭望东方周刊》在微信公眾號发文「这是一条人命，请多一点人性，请有一点人性」；同日新华每日电讯則刊文批评校方不及时公开相关物证，并希望该校以实际行动践行“求真求实”之校训。
关于事发2个小时才通知家长，学校安全中心主任米平回应说，学校报案后，组织班主任对学生身份进行辨认，但因学生头部受伤严重导致辨认困难，直到19时54分才确认死亡学生身份。班主任在辨认学生时受到很大惊吓，处于情绪失控状态。同时称女班主任当天上班匆忙，手机落在家里了，后来通过翻阅手册才找到了家长的联系方式。后来由学校安全中心主任米平代为通知家长到学校旁边的跳蹬河派出所会面。考虑到家长情绪的问题，在电话里没有直说学生已经去世了。成都49中学副校长余光玲同时称，学校有3000余名学生、近千名住校学生，为了不影响学校正常教学秩序，5月9日20时44分，学校通知死者家长到学校旁边的跳蹬河派出所沟通协商。当天晚上9点多，副校长带着相关老师与死者父母见了面，其班主任由于情绪激动没有参与见面沟通。

### 凶杀谣言
事情发生后不久，一自称死者同学父亲的知乎匿名账号，发表回答称学校万姓的化学老师为了孩子出国名额将死者推下去。随后该回答被另一用户“缢首尸”复制转发（但并未说明是转发）。5月12日，共青团中央微博和《扬子晚报》等媒体引用“缢首尸”的“疑似”转发的言论，并根据其2020年在知乎发布的一则回答（此回答中，“缢首尸”自称时年21岁），将这一言论定性为造谣。49中、教育部门和警方則称相关消息不实，已排除刑事案件。同时经查证，万丽霞为成都49中语文老师，曾是2018级学生的教导主任，其女儿与死者不同届，且前两年并没有出国名额，网传万丽霞为化学老师和出国名额之事并不属实。成都49中所属跳蹬河派出所工作人员称已关注到网上的言论，正在向上级部门反映。成华区委网信办也表示，他们监测到了此信息，但具体处置需要问外宣办。成华区委外宣办工作人员称，他们了解此信息，并已进行处置，稍后会进行通报。5月13日下午用戶“缢首尸”向福建泉州网警自首
。公安机关法医对小林的遗体进行了体表检验，遗体损伤主要为全身多处擦伤及骨折，鉴定损伤均为高坠伤。警方称，根据理化检验结果，死者血液中未检出农药、鼠药、安眠药等毒药物，可排除死者中毒死亡。

### 示威者身份与境外势力煽动指控
据《端傳媒》报道，5月11日晚四十九中校門口人群中有不少都是從成都各區趕來的大學生和剛畢業工作沒幾年的年輕人。另外，在網上廣傳的現場視頻也帶來了民意的撕裂，有人支持聚集的年輕人，亦有一些反对聲音，例如有評論稱那些手持白色鮮花的年輕人「為境外勢力」利用，又稱「有人在不懷好意地帶節奏」，亦有網上評論認為聚集的人群舉花的行為与成都本地人抗议的行为模式不同，都是从外国引进的方式方法。在微博上發佈視頻的網民也遭到了網絡暴力，自述为新聞系大學生的网民過往發在微博的照片、所在學校等身份信息都被人肉搜索，並受到大量辱罵。有在現場的年輕人對網絡輿論的轉向感到不可思議。有一名稱看到視頻後趕到現場的網民發佈了一條微博，自稱其在學校門口對面的電桿柱子下放下出門前在小區花園摘的一朵花，因為校門口不允許放花，她自稱是普通的成都市民，並無任何人組織和號召。一名在11日下午出現在現場的父親說，他18歲的女兒11年前在成都一所高中念高三時猝死，他曾為此不斷上告和打官司，但没有换来道歉，他說他過去的目的是想跟那個孩子的母親說「回家吧，沒用的」。
多維新聞称，一些质疑者认为，结合网传视频中的人员“统一持花”和“统一口号”来看，與中國大陆一般陳抗事件明顯不同，可能是有组织而为之。一些激进的声音认为这些举动是境外势力在预演“颜色革命”。《联合早报》报道，有网民称现场出现讲粤语和英语的人。另外现场发生冲突后有示威者被警察架走，有人用四川话抗议说“太过分了”。有人認為成都人在成都通常不说普通話，懷疑示威者是其他地方而来。还有人認為由事件的文宣看得出是香港「黃絲」的手筆，是香港街頭運動重現，也有网民在微博、豆瓣与知乎等平台上宣称有美国中情局（CIA）介入舆论操作。据中央社报道，名为“帝吧官微”的微博账号发文認為前四川廣播電台女主持人郑思斯帶一批人到場，是该示威行动的幕後主使，還翻出以往資料，指她是美国驻成都最後一任总领事夫人莊祖宜的「好友」。郑思斯的微博在帝吧「人肉搜索」後已換名並清空所有文章。
四川省公安厅网络安全保卫总队5月12日下午發文称：“絕不會坐視國家安全和發展利益受損，絕不會允許敵對勢力破壞國家的安全穩定和人民的和平生活，絕不會允許「顏色革命」在這片土地上發生。”同月16日，四川公安网安总队在社交媒体发文称，2017年4月四川泸州太伏中学学生坠楼事件中，新唐人电视台、博讯网和美国之音有“介入的情况”，并称成都四十九中事件与太伏中学事件相似，“境内外敌对势力同样进行了介入”。
德国之声觀察評論稱，微信公众号“熠杰”指鲁女士发微博时所显示的终端型号分别为“iPhone 7 Plus”、“iPhone 12 Pro Max”和“iPhone客户端”，暗指鲁女士被人利用，其微博有不同的人在打理。評論認為過於單一的怪罪於台港與境外勢力的並不是全貌，以前多次意外事故中顯示當局的對應緩慢，以及49中也表現出同樣態度令人民不滿，可能才是點燃輿論風暴的主要因素。关键评论网评论文章认为：學校和警方處理事件的態度和方式招致了大量不滿；“質疑是公民應該享有的監督權，在證據不足、情況不夠明朗的情況下，合理的質疑是正常的反應。”；“中國政府不是值得信任的政府”。

### 相关画作
事件发生后，多位画师为该事件创作了讽刺漫画。5月13日上午，微博账号“乌合麒麟”发文质疑相关画作，指这些画作“是在混淆视听”，并希望创作者道歉。同日，多位漫画作者于微博发文道歉并删除此前的画作。